# Kevin Brockmeier

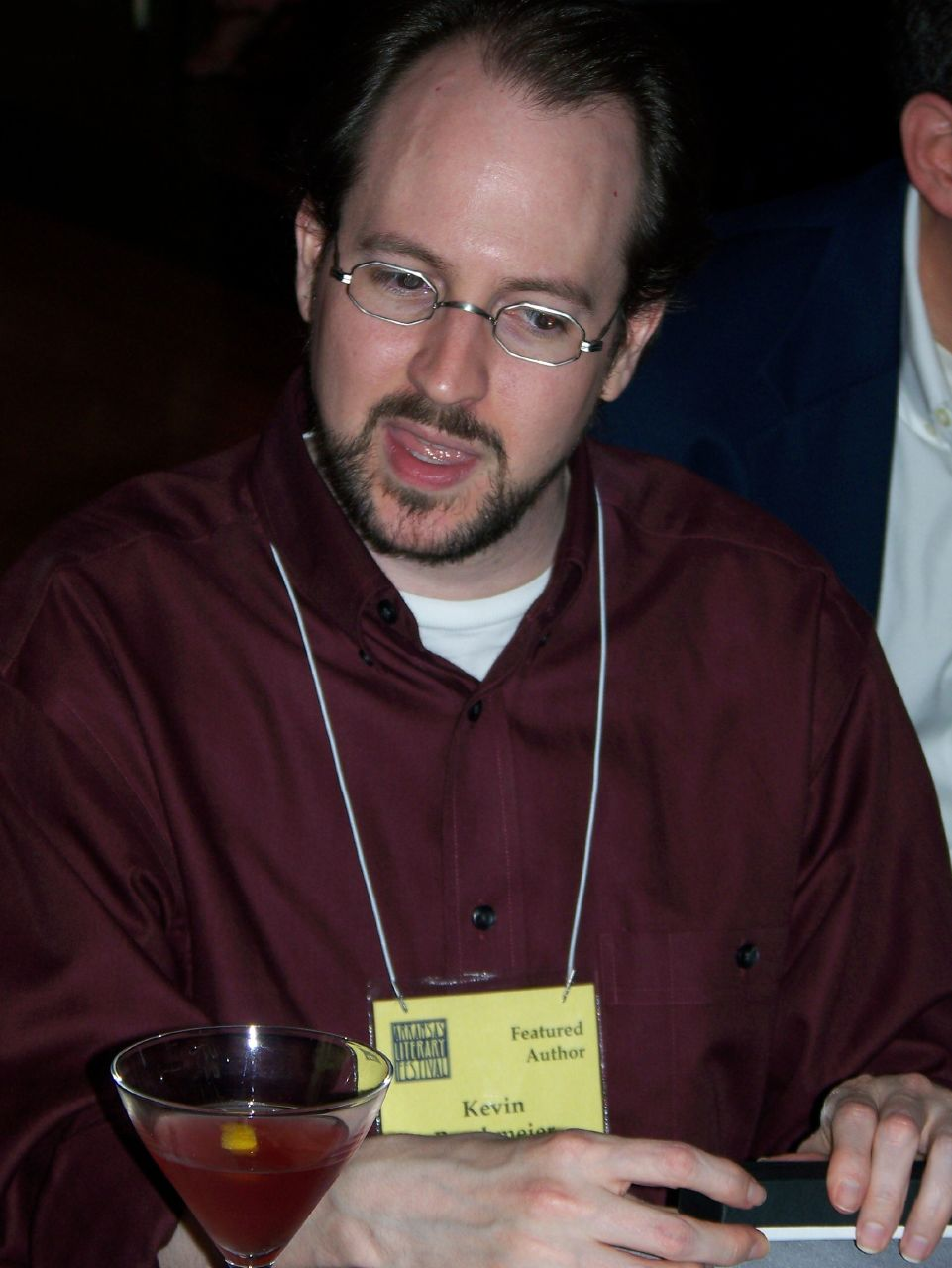
Kevin Brockmeier, 2007 auf dem Arkansas Literacy Festival in Little Rock, Arkansas.

Kevin John Brockmeier (* 6. Dezember 1972 in Little Rock, Arkansas) ist ein US-amerikanischer Schriftsteller. Er veröffentlichte Kurzgeschichten und einige Kurzromane und Kinderbücher.
Bekannt wurde er anfangs durch Kurzgeschichten in renommierten Zeitschriften wie The New Yorker und McSweeney's. Dafür erhielt er bereits zahlreiche Auszeichnungen. Sein jüngster Kurzroman Stadt der Toten (Original: The Brief History of the Dead) ist der Ausbau einer am 8. September 2003 in The New Yorker erschienenen gleichnamigen Kurzgeschichte, die quasi das erste Kapitel darstellte.

## Auszeichnungen
- O.-Henry-Preis: 2002 für The Ceiling in McSweeney's (First Prize), sowie 1999 für These Hands in The Georgia Review und 2005 für The Brief History of the Dead in The New Yorker.
- Chicago Tribune’s Nelson Algren Award
- Italo Calvino Short Fiction Award
- James Michener-Paul Engle Fellowship
- National Endowment for the Arts Fellowship

## Bibliografie
Romane
- City of Names (2002)
- The Truth About Celia (2004)
- Grooves: A Kind of Mystery (2006)
- The Brief History of the Dead (2006)
  - Deutsch: Die Stadt der Toten. Luchterhand (Sammlung Luchterhand #2079), 2006, ISBN 3-630-62079-5.
- The Illumination (2011)

Sammlungen
- Things That Fall from the Sky (2002)
- The View from the Seventh Layer (2008)

Kurzgeschichten
2002:
- Apples (2002, in: Kevin Brockmeier: Things That Fall from the Sky)
- The Ceiling (2002, in: Kevin Brockmeier: Things That Fall from the Sky)
- A Day in the Life of Half of Rumpelstiltskin (2002, in: Kevin Brockmeier: Things That Fall from the Sky)
- The House at the End of the World (2002, in: Kevin Brockmeier: Things That Fall from the Sky)
- The Jesus Stories (2002, in: Kevin Brockmeier: Things That Fall from the Sky)
- The Light through the Window (2002, in: Kevin Brockmeier: Things That Fall from the Sky)
- The Passenger (2002, in: Kevin Brockmeier: Things That Fall from the Sky)
- Small Degrees (2002, in: Kevin Brockmeier: Things That Fall from the Sky)
- Space (2002, in: Kevin Brockmeier: Things That Fall from the Sky)
- These Hands (2002, in: Kevin Brockmeier: Things That Fall from the Sky)
- Things That Fall from the Sky (2002, in: Kevin Brockmeier: Things That Fall from the Sky)

2003:
- The Green Children (2003, in: Ellen Datlow, Gavin J. Grant, Kelly Link und Terri Windling (Hrsg.): The Year’s Best Fantasy & Horror: Seventeenth Annual Collection)
- The Brief History of the Dead (in: The New Yorker, September 8, 2003)

2007:
- A Fable with Slips of White Paper Spilling from the Pockets (2007, in: Jeff VanderMeer und Ann VanderMeer (Hrsg.): Best American Fantasy)

2008:
- The Air Is Full of Little Holes (2008, in: Kevin Brockmeier: The View from the Seventh Layer)
- Andrea Is Changing Her Name (2008, in: Kevin Brockmeier: The View from the Seventh Layer)
- A Fable Containing a Reflection the Size of a Match Head in Its Pupil (2008, in: Kevin Brockmeier: The View from the Seventh Layer)
- A Fable Ending in the Sound of a Thousand Parakeets (2008, in: Kevin Brockmeier: The View from the Seventh Layer)
- A Fable with a Photograph of a Glass Mobile on the Wall (2008, in: Kevin Brockmeier: The View from the Seventh Layer)
- Father John Melby and the Ghost of Amy Elizabeth (2008, in: Kevin Brockmeier: The View from the Seventh Layer)
- Home Videos (2008, in: Kevin Brockmeier: The View from the Seventh Layer)
- The Human Soul as a Rube Goldberg Device: A Choose-Your-Own Adventure Story (2008, in: Kevin Brockmeier: The View from the Seventh Layer)
- The Lady with the Pet Tribble (2008, in: Kevin Brockmeier: The View from the Seventh Layer)
- The Lives of the Philosophers (2008, in: Kevin Brockmeier: The View from the Seventh Layer)
- The View from the Seventh Layer (2008, in: Kevin Brockmeier: The View from the Seventh Layer)
- The Year of Silence (2008, in: Kevin Brockmeier: The View from the Seventh Layer)

2014:
- The Invention of Separate People (2014, in: Unstuck, #3)

Anthologien (als Herausgeber)
- Real Unreal: Best American Fantasy Volume III (2010; mit Matthew Cheney)